# Arthur Seelieb
Arthur Emil Seelieb, né le 7 juillet 1878 à Oblaznitsia dans le Royaume de Galicie et de Lodomérie situé aujourd'hui en Ukraine et mort le 1er août 1958 à Więcbork en République populaire de Pologne, est un journaliste, traducteur et érudit littéraire. Il était chargé de cours et professeur à l'université de Lausanne et rédacteur en chef de La Revue ukrainienne.

## Biographie
En 1900, il sort diplômé du lycée de Przemyśl, puis entreprend des études de droit dans les universités de Lviv et de Cracovie. 
En 1909, il s'installe en Suisse à Lausanne. 
En 1910, il participe à la rédaction en allemand de l'almanach "Freiheit und Arbeit" (Liberté et travail).
En 1912, alors qu'il séjourne à Leipzig, il traduit en allemand une nouvelle de Taras Chevtchenko intitulée "L'Artiste". 
En 1915, il se lance dans la publication en langue française de La Revue ukrainienne à Lausanne, un mensuel illustré écrit en français, qui publie les travaux d'ethnographes, d'historiens et d'écrivains ukrainiens : Mykhaïlo Drahomanov, Nikolaï Kostomarov et Mykhaïlo Hrouchevsky ainsi que des traductions d'œuvres de Taras Chevtchenko, Ivan Franko et Vassyl Stefanyk. D'autres personnalités politiques et intellectuels participeront à la publication de cette revue, notamment Stepan Smal-Stotsky et Andri Zhuk, réfugiés en Suisse. Ils éditent la revue en langue française, la langue diplomatique internationale, afin que leur combat soit connu dans toute l'Europe. La Revue ukrainienne paraîtra jusqu'en 1917. 
Arthur Seelieb veut informer et faire connaître l’histoire et la littérature ukrainiennes. La reconnaissance de l’Ukraine en tant qu’État passe donc ici par la promotion de l’existence d’une nation ukrainienne au bénéfice d’un peuple, d’une langue, d’une histoire, d’une culture et d’un avenir qui doit être distingué ceux de la Russie. Le contenu de La Revue ukrainienne semble ainsi confirmer cette volonté d’utiliser la Suisse comme plateforme pour toucher l’opinion publique internationale et la sensibiliser à la question de l’indépendance ukrainienne.
Arthur Seelieb a également correspondu avec Ivan Franko, et après la mort du poète, il a publié sa nécrologie dans la Gazette de Lausanne. 
En 1923, il s'installe en Pologne à Grudziądz. Puis il travaille à Zakopane (Voïvodie de Petite-Pologne, où il enseigne le français. Il édite le bi-hebdomadaire "Zakopane" de 1938 à 1939. 
Après le Seconde Guerre mondiale, il continua d'enseigner en Pologne.
Arthur Seelieb meurt le 1er août 1958 à Więcbork en Pologne.

## Sources
1. ↑  Bibliothèque électronique ukrainienne
2. ↑  Nicolas Morel, La « presse de l’exil » en Suisse pendant la Première Guerre mondiale
3. ↑  encyclopédie moderne ukrainienne